# Choúlou
Choúlou (grec moderne : Χούλου) est un village chypriote situé dans le district de Paphos et comptant plus de 147 habitants.